# レディーボーデン

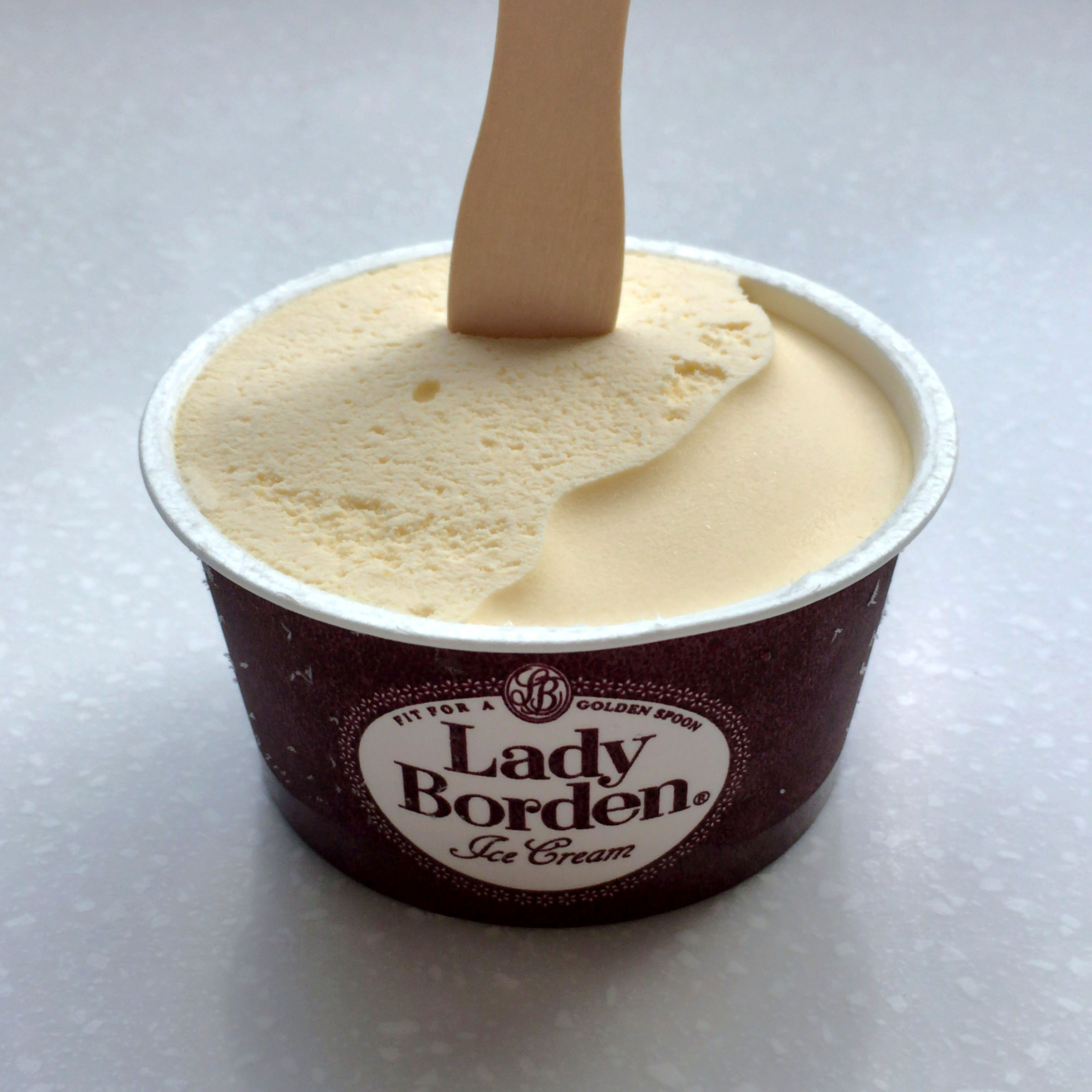
レディーボーデン・ミニカップ

レディーボーデン（Lady Borden）は、日本の高級アイスクリームのブランド。アメリカ合衆国のボーデン社が日本企業にライセンスを供与し、日本国内で製造・販売される商品である。

## 概要
日本における「プレミアムアイスクリーム」の草分け的存在にして、特に昭和世代の人間にとっては代表的な商品。日本の「アイスクリーム史」を語る上では外すことのできない商品の1つである。
1971年に950ミリリットル入りの大型容器で登場したレディーボーデンは大ヒットとなり、1972年から1975年の間に日本の同業他社からも次々とプレミアムアイスクリーム商品が発売された。しかしながら、レディーボーデンの「王者感」はゆるがず、ハーゲンダッツの台頭以前は「プレミアムアイスクリームといえば?」という問いを消費者に投げかけた場合に筆頭で返ってくる商品名がレディーボーデンであり、他社商品は「その他プレミアムアイスクリーム」という位置づけだった。
かつては明治乳業（現・明治）がライセンス生産していたが、1994年からはロッテとライセンス提携し、ロッテ子会社のロッテアイスが製造・販売を行っている。
日本の法令である乳等省令に基づく成分規格上の分類では「アイスクリーム」である（アイスミルク、ラクトアイスではない）。

## 歴史

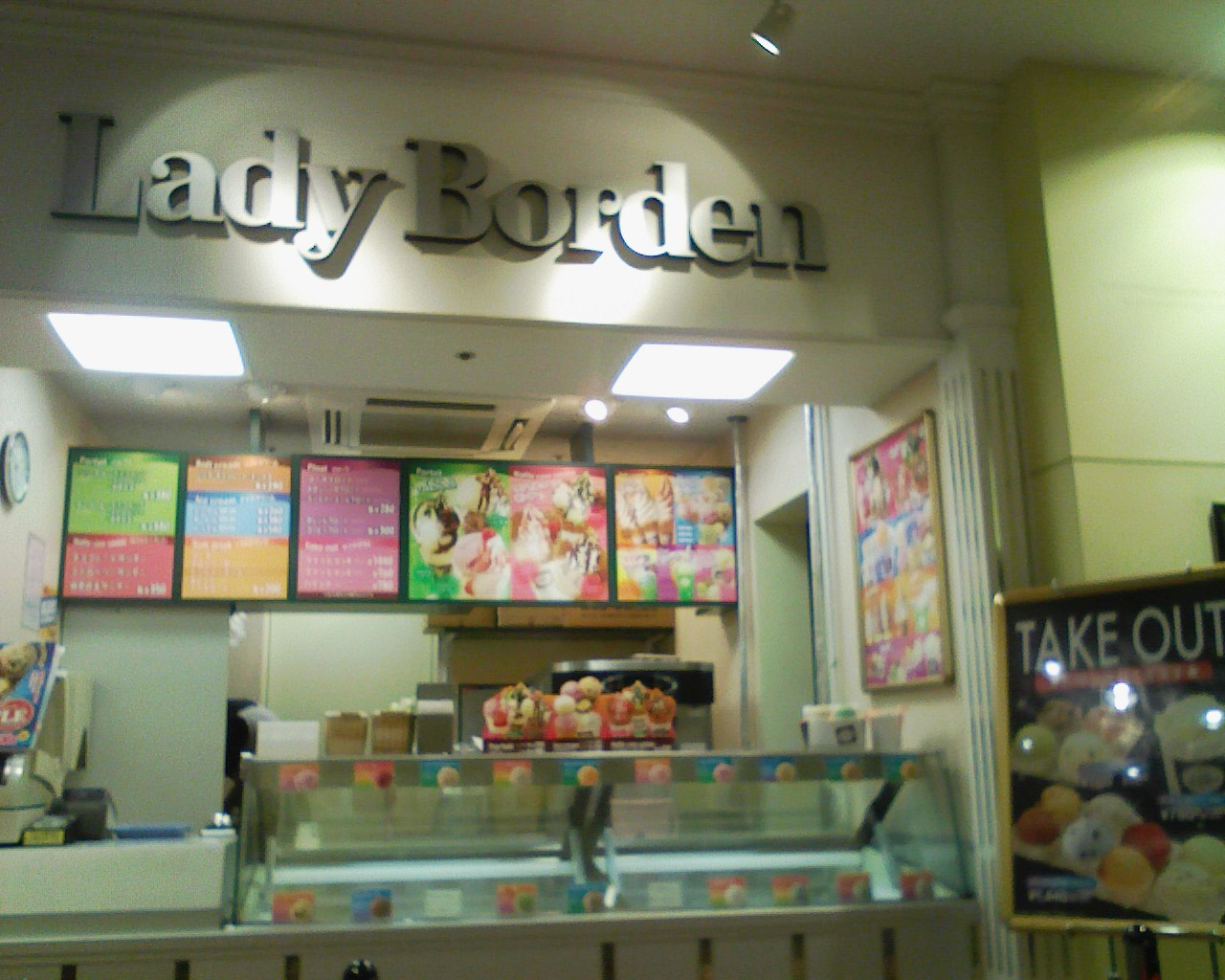
レディボーデン・アイスクリームショップの店舗
川崎BE店 (閉店)

レディーボーデンは1971年、アメリカ合衆国のボーデン社と日本の明治乳業（現：株式会社明治）の共同開発商品として発売された。これは日本における高級アイスクリームの先駆けであった。また、商品券（引換券）が発売された最初のアイスクリームでもある。1970年代には、当時雪印乳業（現：雪印メグミルク）から発売されていた「フレーバーランド」と共に、ホームサイズのアイスクリームのシェアを獲得した。
1970年代後半には「アイスクリームの芸術品」というキャッチフレーズで、テレビやラジオでCMが放送された。CMで流された「レディ～ボ～デン♪」で知られるサウンドロゴの作曲家は大野雄二で、当時の音源がEMIミュージックジャパン発売のCD『懐かしのCMソング大全 Vol.4』（規格品番:TOCT-24523 ASIN B00005HQLK）に収録されている。
1980年代までは日本における高級アイスクリームの代表格であった。しかし、ボーデン社は、1990年7月に日本法人ボーデン・ジャパン（本社：東京都渋谷区）を設立し、明治乳業とのライセンス契約を解消した。その後いったん日本市場から撤退したことで、一時は「レディーボーデン」の商品が店頭から消えることとなった。なお、明治乳業はその後の1990年9月に、独自ブランドによる高級アイスクリーム「彩 AYA」を発売した。
このため、1984年に日本進出したハーゲンダッツのミニカップが受け入れられ、同社製アイスクリームの認知度とシェアを大きく伸ばす要因となった。また、1980年代からはサーティワンやホブソンズなどのアイスクリームパーラーが流行し、かつて日本の高級アイスクリームの代表格であった「レディーボーデン」は忘れられた存在となってしまった。
ボーデン・ジャパンはその後、1991年に独自製品で日本市場へ再参入し、同年8月13日に「レディーボーデン・クラシック」470ml・950ml（各5品種）を発売した。同年11月25日にはハーゲンダッツに対抗し、ミニカップ商品のスーパープレミアムアイス「レディーボーデン・ホームメイド」を発売した。しかし自社展開での営業戦略や、コンビニエンスストアなど小売店との取引条件などで苦戦し、1992年度の売上は低迷した。翌1993年度も、期待のミニカップ商品が売上アップに貢献せず苦戦が続いた。
そのため、1994年からはロッテと新たにライセンス生産契約を結ぶこととなった。ロッテ子会社のロッテアイスが製造・販売を担当する。
ボーデンジャパン自体は、別事業の統括を目的として東京都渋谷区に存在していたが、1994年6月30日にボーデンジャパンの営業を休止して清算することになった。
1995年2月には、ロッテグループのロッテリアが、アイスクリームパーラー「レディーボーデン・アイスクリームショップ」をオープンし、ショッピングセンターのフードコートなどで店舗を運営していた。現在は「ロッテリア アイスクリームショップ」として営業している。またロッテリアでは、レディーボーデンのクリスマスアイスケーキを販売していたこともある。
2009年には「レディーボーデン・マルチパック」も発売され、過去最高の販売額を記録した。
2019年11月18日、ロッテは「レディーボーデン・ミニカップ」を発売。バニラ、チョコレート、コーヒー、ラムレーズンの4種で、発売以来の主力製品である470mlのパイントカップに加え、120mlのミニカップで再度参入することとなった。
2020年1月6日、米国ボーデン社は破産を申請した。しかし「レディーボーデン」はロッテが製造販売を行っており、同社の破産による商品流通への影響はないと、同年1月8日にロッテ広報は発表した。
その後もロッテから新製品が次々と発売され、2020年3月23日には従来なかったアイスバータイプの商品「アーモンドチョコレートバー」「クッキークランチチョコレートバー」が新登場した。またミニカップの新フレーバー「クッキー&クリーム」も同時発売された。同年8月3日には、ミニカップの新フレーバー「キャラメル」が発売された。

## パッケージ

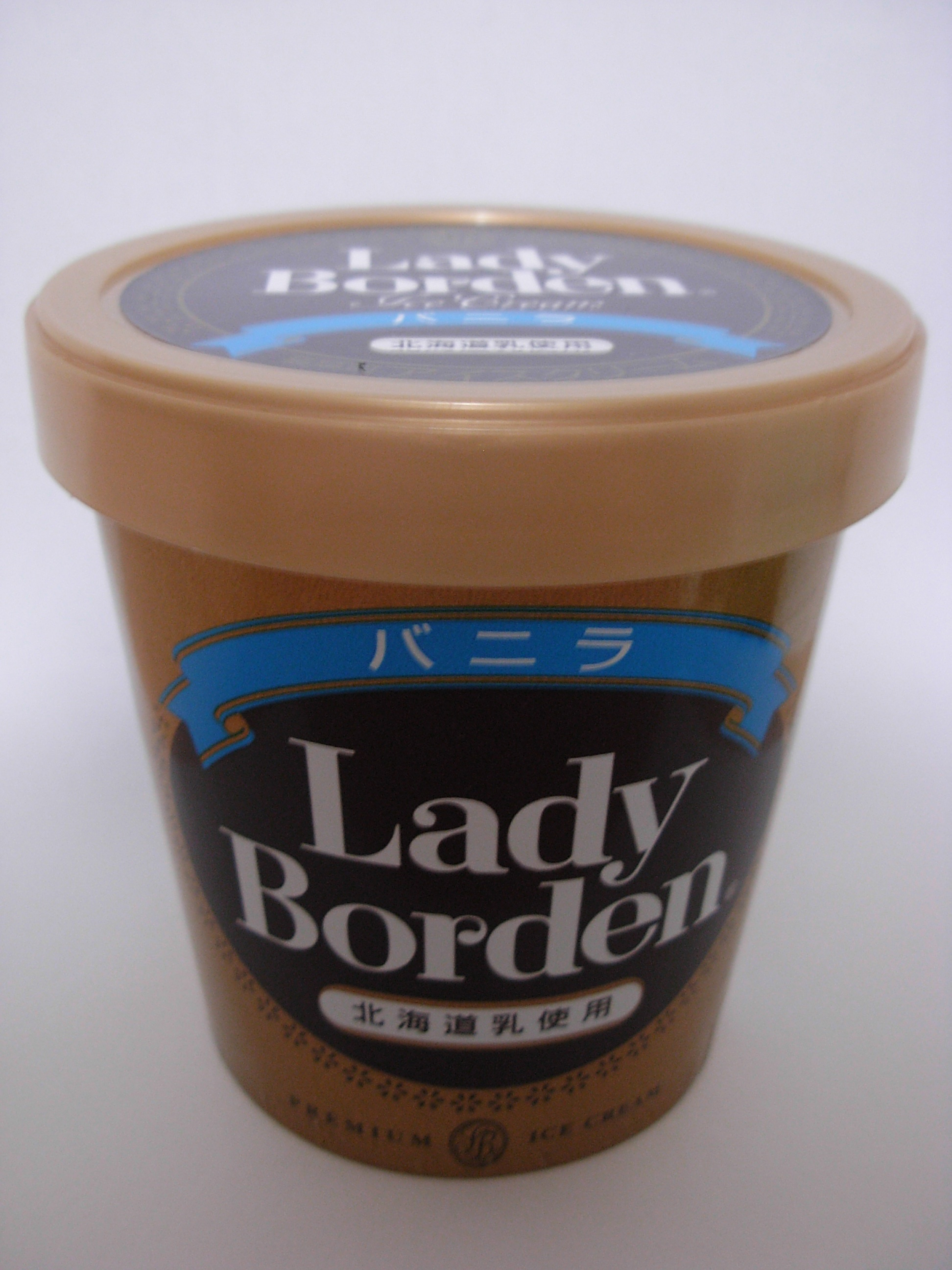
一時的にデザイン変更された際のパッケージ
2007年秋から2008年春までのもの

パッケージデザインは1971年の発売以来、落ち着いた茶色で統一されており、ふたの周りなど数箇所に金色のラベルが付き、表面に白地に英語で「Lady Borden」と書かれたロゴマークが入っている。
2007年秋から自動販売機用など一部の商品を除き、金色のパッケージに茶色地のマークに変更されたが、間もなく2008年春に旧デザインへ戻された。デザイン変更は恒久的なものを予定していたのか、最初から期間限定であったのかは公表されていない。

## ラインナップ
- パイント： 470mlの大容量カップ[14]。
  - バニラ、チョコレート、ストロベリー、グリーンティー[14]
  - 発売当初からの主力商品。ファミリー層向けのホームサイズ。
- ミニカップ：120mlの食べ切りサイズ[14]。
  - バニラ、チョコレート、コーヒー、ラムレーズン、キャラメル[14]
  - 個食化の進展に対応し、ハーゲンダッツのミニカップを意識した商品。
  - フレーバー展開がパイントカップとは異なり、洋酒を使ったラムレーズンなど大人向け商品がある。
- バータイプ：棒付きのチョコアイスにチョコレートコーティングした商品。サイズは90ml程度[14]。
  - アーモンドチョコレートバー、クッキークランチチョコレートバー[14]
- マルチカップセレクション：ミニカップよりさらに小さい75mlのカップを複数パックした商品[14]。
  - バニラ、チョコレート、ストロベリーを各2個ずつ、合計6個を箱詰めして販売[14]。
- マルチアーモンドチョコレードバー：ミニサイズ（75ml）のアイスバーを6本パックした商品[14]。
  - 通常のバータイプとは異なり、バニラアイスにチョコレートコーティングしている[14]。
- 自動販売機商品：アーモンドチョコレートバー、ストロベリーチョコレートバー、チョコレートボール、クッキーサンド[15]